# 801 (gruppo musicale)
Gli 801 sono stati un gruppo musicale inglese di art rock progressivo formato nel 1976 dal chitarrista Phil Manzanera. Fu un progetto basato su concerti dal vivo tenuti tra il 1976 e il 1977 e tra i musicisti che ne fecero parte vi era Brian Eno, compagno di Manzanera nei Roxy Music qualche anno prima.

## Storia del gruppo

### Premesse
Nel periodo di attività degli 801, Manzanera era membro dei Roxy Music che stavano attraversando un periodo di transizione. Nel 1975 il chitarrista pubblica Diamond Head, il suo primo disco da solista, e Mainstream, l'unico disco dei Quiet Sun, gruppo di cui faceva parte prima di entrare nei Roxy. I due dischi vengono registrati in contemporanea e per entrambi Manzanera chiama a partecipare Eno, che aveva lasciato i Roxy nel 1973.

### Esordi
Il progetto 801 nasce nel 1976, e Manzanera chiama a suonare tra gli altri Brian Eno e Bill MacCormick, il quale era stato suo compagno nei Quiet Sun. Formati per fare una completa tournée dal vivo, gli 801 di questo primo periodo si esibiranno invece solo nel concerto di esordio a Norfolk, in una breve apparizione al Reading Festival e soprattutto alla Queen Elizabeth Hall di Londra, gremita in ogni ordine di posti. Da quest'ultimo concerto viene tratto il primo disco 801 Live, pubblicato dalla Island Records quello stesso anno, i cui brani sono quasi tutti di Eno e Manzanera, oltre alle cover di Tomorrow Never Knows dei Beatles e di You Really Got Me dei Kinks.

### Album in studio
Dopo una parentesi in cui Manzanera è impegnato con i Roxy Music, nel 1977 si riformano gli 801 per il loro primo album in studio, Listen Now, attribuito questa volta a Phil Manzanera/801. Eno era stato la voce solista in 801 Live ma in questo album si limta a suonare il piano e il sintetizzatore, oltre alle manipolazioni con effetti speciali. Alle registrazioni prendono parte 18 musicisti, tra i quali Mel Collins, Eddie Jobson, Rhett Davies, Simon Phillips e Dave Mattacks. Di rilievo anche il contributo di Kevin Godley e Lol Creme, che oltre a suonare forniscono un gadget elettronico in grado di trasformare il suono di una chitarra in quello di strumenti ad arco.

### 801 latino
Il tour promozionale di Listen Now si tiene verso fine 1977, vede la presenza di alcuni nuovi musicisti e i concerti saranno l'ultima attività degli 801. Tra questi verranno pubblicati su disco Live At Manchester University 02/11/77 nel 1997 e Live @ Hull	nel 2000. L'anno successivo Manzanera torna quindi in studio e registra il meno sperimentale K-Scope, il suo secondo album da solista, in cui suonano molti dei musicisti che avevano collaborato in Listen Now. Nel 1999 Manzanera riprova a Cuba l'esperimento di assemblare alcuni musicisti per una serie di concerti, Da uno dei concerti di quell'anno verrà tratto Latino, un album attribuito agli 801 in cui suona esclusivamente con musicisti locali e che sarà pubblicato nel 2008. Quello stesso anno esce in cofanetto Live Promo Box, una raccolta di brani degli 801 che comprende materiale degli anni settanta e quello registrato a Cuba.

## Formazione originale
- Brian Eno – voce, chitarra
- Phil Manzanera, chitarra
- Francis Monkman – tastiera
- Bill MacCormick – basso
- Simon Phillips – batterie

## Discografia
In studio
- 1977 – Listen Now, accreditato a Phil Manzanera/801

Dal vivo
- 1976 – 801 Live
- 1997 – Live At Manchester University 02/11/77
- 2000 – Live @ Hull
- 2008 – Latino (con musicisti cubani)

Raccolte
- 2008 Live Promo Box